# リンネ鉱
リンネ鉱またはリンネアイト（英語: Linnaeite）は、Co+2Co+32S4の組成を持つコバルトの硫化鉱物である。1845年にスウェーデンのヴェストマンランド地方で発見され、スウェーデンの分類学者であるカール・フォン・リンネの名前に因んで命名された。
ポリジム鉱（Ni+2Ni+32S4）と一連の固溶体を形成する。他のコバルトやニッケルの硫化鉱物とともに、世界中の多くの場所の熱水鉱脈で見られる。